# Hexarhodiumhexadecacarbonyl
Hexarhodiumhexadecacarbonyl ist eine chemische Verbindung des Rhodiums aus der Gruppe der Metallcarbonyle.

## Gewinnung und Darstellung
Hexarhodiumhexadecacarbonyl kann durch Reaktion von Dirhodiumtetraacetat mit Kohlenmonoxid und Wasser
{\displaystyle \mathrm {3\ [Rh(CH_{3}CO_{2})_{2}]_{2}+22\ CO+6\ H_{2}O\longrightarrow [Rh_{6}(CO)_{16}]+6\ CO_{2}+12\ CH_{3}CO_{2}H} }
oder durch Druckcarbonylierung von Rhodium(III)-chlorid-trihydrat mit Kohlenmonoxid gewonnen werden.
{\displaystyle \mathrm {6\ RhCl_{3}\cdot \ 3\ H_{2}O+25\ CO\longrightarrow [Rh_{6}(CO)_{16}]+9\ COCl_{2}+18\ H_{2}O} }

## Eigenschaften
Hexarhodiumhexadecacarbonyl ist ein violettbrauner (größere Kristalle erscheinen schwarz), luftbeständiger kristalliner Feststoff mit Oberflächenglanz. Er ist unlöslich in aliphatischen Lösungsmitteln, wenig löslich in allen übrigen gebräuchlichen Lösungsmitteln. Gegen verdünnte Säuren und Alkalien ist er resistent. Beim Erhitzen über 200 °C beginnt er sich zu zersetzen. An Luft bildet sich über 220 °C ein glänzender Metallfilm auf der Oberfläche.

## Verwendung
Hexarhodiumhexadecacarbonyl kann als Katalysator in der organischen Chemie verwendet werden.